# Henrik Ramel (død 1610)
 For alternative betydninger, se Henrik Ramel. (Se også artikler, som begynder med Henrik Ramel)
Henrik Ramel, –1610, rigsråd, var en søn af den pommerske adelsmand Gert R. til Wusterwitz (i Bagpommern) og Margrethe Massow. Efter en udenlandsrejse, hvor han 1568 studerede i Padua, og som strakte sig til orienten, trådte han i tjeneste
hos den polske Konge Stefan Batory og vel derefter hos Hertug Johan Frederik af Pommern. Men han, der var beslægtet med
den mecklenburgske adelsslægt Below, havde kastet sit øje på Danmark, hvor en mecklenburgsk prinsesse var Frederik 2.s dronning.
1582 blev han hofjunker hos Kongen, og hurtig vandt han dennes og hans gemalindes yndest. 1583 blev han sat i spidsen for «det
latinske og tyske Kancelli», og i april samme år fik han den fuldt så vigtige stilling som hofmester for den unge prins Christian. 1584 tilskødede kongen ham Bækkeskov Kloster i Skåne mod gentagelse af det løfte, han allerede havde aflagt året i forvejen, at blive i Danmark, så længe han levede; samtidig naturaliseredes han som dansk adelsmand. 1586 gik han som udsending til England og nævnes 1587 som indehaver af provstiet ved Lunds Domkirke. Ved siden deraf forsømte han dog ikke helt sine tidligere forbindelser; han støttede således Sigismund af Polens kongevalg i Polen 1587 og fik året efter til belønning derfor brev på nogle godser i dette land. I Danmark stod han i dette øjeblik, skønt så nylig knyttet til det, som en af de mest ansete og indflydelsesrige personligheder. Med en politisk erfaring og en diplomatisk kundskab, der langt overgik de andre danske statsmænds, og som han havde lejlighed til at udnytte som forstander for det tyske kancelli, forbandt han særlig en veltalenhed og forhandlingsevne, der imponerede de fremmede udsendinge, som kom her til landet. Men desuagtet var der vokset en kraftig modstand op imod ham, fordi han, den fremmede, havde overtilsynet med den udvalgte konges opdragelse. Da hans mægtige beskytter Frederik 2. var død i april 1588, vovede denne modstand sig frem; ved kongens begravelse i juni forlangte adelen hans afsættelse som prinsens hofmester. Rigsrådet afviste dog dette krav, og endnu syntes hans stilling urokket. Særlig stod han nøje knyttet til enkedronning Sophie; han var i formynderregeringens første år hendes vigtigste rådgiver og hovedrepræsentant, navnlig i alt, hvad der angik forholdene i hertugdømmerne og hendes planer med hensyn til disse; således førte han i juni 1588 forhandlingerne med de holstenske råd i København og var gentagne gange (1588 og 1590) udsendt til landdagene. Men adelens modstand imod ham var ikke kuet; da en reaktion mod Frederik 2.’s tid delvis sejrede på herredagen i Kolding i august 1590, blev det også et nederlag for ham, der måtte nedlægge sin hofmesterstilling. Dog vedblev han at stå i spidsen for det tyske kancelli og fik Åhus Len i Skåne frit mod at tjene i kancelliet uden løn. Endnu en tid var han også enkedronningens rådgiver. Men da det kom til et brud mellem hende og rigsrådet, og enkedronningens udsigter til sejer formindskedes, søgte han andre veje for at holde sig oppe. Han nærmede sig rådet og blev dettes talsmand i hertugdømmernes sager, skønt dets politik her netop var afgjort fjendtlig mod Sophies; han førte således ordet på Landdagen i Flensborg i sept. 1593, hvor den udvalgte konge udfordrede sin mor ved at forlange hendes nedlæggelse af formynderskabet; samtidig fik han skænket den kongelige hovedgård Fovslet i Nordslesvig. Men ikke så snart viste der sig udsigter til forlig mellem mor og søn, før han blev virksom for et sådant, og da det var blevet til virkelighed, fik han også sin belønning, i det han i juni 1596, ved formynderregeringens faktiske ophør, blev optaget i rigsrådet.
I den følgende tid benyttedes han meget i diplomatiske ærinder. Således var han 1597 medudsending til markgrev Joachim Frederik
af Brandenborg for at bejle for Christian 4. til Anna Cathrine og undertegnede ægteskabskontrakten i august, 1599 var han gesandt til Sverige, 1600 sendtes han til Emden for at forhandle med engelske udsendinge, 1603 fulgte han Kongen til hyldningen i Hamborg, samme år var han i England til Jacob I’s kroning og ledsagede 1606 sin konge sammesteds hen. Kongen viste også sin interesse for ham ved 1598 at støtte hans gældskrav i Polen. Han fik 1597 Villand herred i forlening og vides at have drevet handel med Spanien, men om hans egentlige indflydelse på regeringssagerne i Christian 4.'s første tid tier kilderne. Han døde i april 1610. Han havde 1. februar 1589 ægtet Abel Rantzau, datter af Daniel Rantzau til Søgård; efter hendes død i foråret 1596 giftede han sig den 29. juli 1599 med Else Henriksdatter Brahe (d. 1619), datter af Henrik Brahe.